# Роксана Венгель
Роксана Емілія Венгель (пол. Roksana Emilia Węgiel; нар. 11 січня 2005, Ясло, Польща) — польська попспівачка. 
Переможниця польської версії співочого шоу «Голос. Діти» на  телеканалі «TVP2» (2018) та дитячого Євробачення 2018 року. Лауреат Європейської музичної премії MTV як найкраща польська виконавиця (2019).

## Освіта
Закінчила початкову школу № 4 м. Ясло. Відвідувала музичну школу по класу фортепіано. У віці 8 років почала відвідувати уроки співу, і незабаром після цього вступила до парафіяльної дитячої школи.

## Музична кар'єра

### «Голос.Діти»
У 2017 році, у віці 12 років, успішно пройшла прослуховування на перший сезон польської версії телеконкурсу «Голос. Діти», телетрансляції якого розпочалися 1 січня 2018 року.  
На прослуховуваннях виконувала пісню «Halo» американської співачки Бейонсе, до неї повернулися всі три крісла. Роксана обрала команду Едіти Гурняк.
У фіналі 24 лютого 2018 року виконувала абсолютно нову пісню «Żyj» (музика і слова Юліуша Каміля), а також кавери на пісні Едіти Гурняк і «Purple Rain» Прінса . За перемогу отримала 40 тисяч злотих.
Пісня «Żyj» стала її дебютним синглом.

### Євробачення 2018
21 вересня 2018 року Роксану Венгель представлено представником Польщі з піснею «Anyone I Want to Be» на Дитячому Євробаченні у Мінську 25 листопада. На Євробаченні набрала 215 очок і перемогла, на 12 очок обійшовши найближчу суперницю Анжеліну з Франції.

## Дискографія

### Альбоми
| Рік  | Назва                                                            | Позиція | Сертификати та продажі |
| Рік  | Назва                                                            | PL      | Сертификати та продажі |
| ---- | ---------------------------------------------------------------- | ------- | ---------------------- |
| 2019 | Roksana Węgiel - Випущений: 7 червня 2019 - Формат: CD, цифровий | 3       | - PL: Золотий          |
| 2023 | 13+5                                                             |         |                        |

### Сингли
| Рік  | Назва                                                                    | Чарти | Альбом                                |
| Рік  | Назва                                                                    | POL   | Альбом                                |
| ---- | ------------------------------------------------------------------------ | ----- | ------------------------------------- |
| 2018 | «Żyj»                                                                    | —     | Roksana Węgiel                        |
| 2018 | «Obiecuję»                                                               | —     | Roksana Węgiel                        |
| 2018 | «Zatrzymać chwilę» (з Едітою Гурняк)                                     | —     | Hotel Transylvania 3: Summer Vacation |
| 2018 | «Anyone I Want to Be»                                                    | 4     | Roksana Węgiel                        |
| 2018 | «Święta to czas niespodzianek» (із Зузею Яблонською та гуртом 4Dreamers) | —     |                                       |
| 2019 | «Lay Low»                                                                | —     | Roksana Węgiel                        |
| 2019 | «Bunt»                                                                   | —     | Roksana Węgiel                        |
| 2019 | «Dobrze jest, jak jest»                                                  | 14    | Roksana Węgiel                        |
| 2019 | «Potrafisz»                                                              | —     | Roksana Węgiel                        |
| 2019 | «Half of My Heart»                                                       | —     | Roksana Węgiel                        |
| 2019 | «MVP»                                                                    | —     | Roksana Węgiel                        |

## Нагороди та номінації
| Рік  | Конскурс                        | Категорія                                               | Результат | Źr.    |
| ---- | ------------------------------- | ------------------------------------------------------- | --------- | ------ |
| 2018 | Голос.Діти                      | I місце                                                 | Перемога  |        |
| 2018 | Євробачення 2018                | Участь у фіналі конкурсу з піснею «Anyone I Want to Be» | Перемога  | [ 7 ]  |
| 2019 | Fryderyki 2019                  | Фонографічний дебют року                                | Номінація | [ 8 ]  |
| 2019 | Nickelodeon Kids’ Choice Awards | Улюблена польська зірка                                 | Номінація | [ 9 ]  |
| 2019 | Gwiazdy Plejady                 | Дебют року                                              | Перемога  | [ 10 ] |
| 2019 | Plebiscyt Party.pl              | Хіт весни 2019                                          | Номінація | [ 11 ] |
| 2019 | Plebiscyt Party.pl              | Молода зірка Party.pl                                   | Перемога  | [ 12 ] |
| 2019 | Plebiscyt Party.pl              | Хіт літа 2019                                           | Номінація | [ 13 ] |
| 2019 | Top Of The Top Sopot Festival   | Юний талант                                             | Перемога  | [ 14 ] |
| 2019 | MTV Europe Music Awards 2019    | Найкращий польський виконавець                          | Перемога  | [ 15 ] |
| 2019 | JOY Influencer Roku 2019        | Music Influencer                                        | Номінація | [ 16 ] |
| 2020 | Bestselery Empiku 2019          | Музика Поп/рок                                          | Перемога  | [ 17 ] |
| 2020 | Fryderyki 2020                  | Альбом року (поп)                                       | Номінація | [ 18 ] |
| 2020 | Nickelodeon Kids’ Choice Awards | Улюблена польська зірка                                 | Номінація | [ 19 ] |